# Xenochromis hecqui
Xenochromis hecqui és una espècie de peix de la família dels cíclids i de l'ordre dels perciformes.

## Morfologia
- Els mascles poden assolir 30 cm de longitud total.[1][2]

## Alimentació
Menja escates de peixos.

## Hàbitat
Viu en zones de clima tropical.

## Distribució geogràfica
Es troba a Àfrica: és una espècie de peix endèmica del llac Tanganyika.